# Мікеле Франджіллі
Мікеле Франджіллі   (італ. Michele Frangilli, 1 травня 1976) — італійський лучник, олімпійський чемпіон.

## Виступи на Олімпіадах
| Олімпіада    | Дисципліна | Місце |
| ------------ | ---------- | ----- |
| Атланта 1996 | особисті   | 6     |
| Атланта 1996 | командні   | 3     |
| Сідней 2000  | особисті   | 9     |
| Сідней 2000  | командні   | 2     |
| Афіни 2004   | особисті   | 31    |
| Афіни 2004   | командні   | 7     |
| Лондон 2012  | особисті   | =33   |
| Лондон 2012  | командні   | 1     |

## Зовнішні посилання
- Досьє на sport.references.com